# Benjamin Tatar
Benjamin Tatar (ur. 18 maja 1994 w Sarajewie) – bośniacki piłkarz występujący na pozycji napastnika w kuwejckim klubie Al Qadsia oraz reprezentacji Bośni i Hercegowiny. 

## Sukcesy

### Klubowe
FK Sarajevo
- Mistrzostwo Bośni i Hercegowiny: 2018/2019, 2019/2020
- Zdobywca Pucharu Bośni i Hercegowiny: 2018/2019

### Indywidualne
- Król strzelców 2. HNL: 2016/2017 (13 goli)